# Sätofta
Sätofta is een plaats in de gemeente Höör in de in Zweden gelegen provincie Skåne. De plaats heeft 1160 inwoners (2005) en een oppervlakte van 165 hectare.
Höör · Löberöd (deels) · Sätofta · Tjörnarp · Ormanäs och Stanstorp · Ljungstorp och Jägersbo · Norra Rörum · Snogeröd · Ekeborg · Bokeslund · Gamla Bo ·